# 미야자키 공항역
미야자키쿠코역(일본어: 宮崎空港駅 みやざきくうこうえき[*])은 일본 미야자키현 미야자키시에 위치한 규슈 여객철도 미야자키쿠코 선의 종점이자 철도역이다. 섬식 승강장 1면 2선의 구조를 갖춘 지상역이다.

## 타는 곳
| 1 · 2 | ■ 미야자키쿠코 선 | 미나미미야자키 · 미야자키 · 노베오카 · 오이타 방면 |

## 이용 현황
| 승차 인원 추이 | 승차 인원 추이 |
| 연도           | 1일 평균       |
| -------------- | -------------- |
| 2005           | 763            |
| 2006           | 786            |
| 2007           | 789            |
| 2008           | 786            |
| 2009           | 724            |
| 2010           | 712            |
| 2011           | 732            |
| 2012           | 782            |
| 2013           | 813            |

## 역 주변
- 미야자키 공항
  - 여객 터미널
  - 후쿠오카 입국 관리국 미야자키 출장소
  - 일본 국토교통성 오사카 항공국 미야자키 공항 사무소 · 규슈지방 정비국 미야자키 공항 · 항만 정비 사무소
  - 화물 터미널
- 국립 병원기구 미야자키 히가시 병원
- 국도 제220호선

## 같이 보기
- 미야자키 공항
- 공항철도

| 미야자키쿠코 선    | 미야자키쿠코 선   | 미야자키쿠코 선 |
| ------------------ | ----------------- | --------------- |
| 다요시 다요시 방면 | ■ 미야자키쿠코 선 | 시·종착역       |